# Theater Froe Froe
Theater Froe Froe is een Antwerps jeugdtheatergezelschap dat multidisciplinair figurentheater brengt. Via een cross-over van poppen, figuren, video, acteurs, livemuziek en nieuwe media doorbreken ze het gangbare begrip figurentheater. Daarnaast is het een open huis, waarin zowel rijpe artiesten als jong talent een plek krijgt.

## Ontstaan
Theater Froe Froe ontstond in 1984 uit Figurentheater Black Out (1980), een initiatief van de broers Marc en Jan Maillard. Ze creëerden poppentheater voor volwassenen (o.a. met Guy Cassiers, Gilbert Colman, Mark Legendre, Jos Verbist, Jan Versweyveld en Bart Peeters). Poppen en acteurs begeleid met live muziek. De teksten waren vaak gebaseerd op klassieke werken uit de wereldliteratuur.
Een poppentheater pur sang wou Froe Froe niet zijn, vandaar de keuze om zich als jeugdtheater tout court te profileren. Onder leiding van Marc Maillard ontwikkelde Theater Froe Froe een eigen gezicht, dat sterk bepaald wordt door de originele vormgeving van poppen en decor en de interactie tussen poppen en acteurs, live muziek, videomateriaal, enz.
Vanuit Theater Froe Froe ontstond in 1992 Blauw Vier (nu Laika), een jeugdtheatergezelschap onder leiding van Greet Vissers en Jo Roets. En in 1997 ontstond er een vast samenwerkingsverband met het Koninklijk Jeugdtheater (nu HetPaleis).

## Ligging
Theater Froe Froe zetelt in de VRIJE VAL II, een oud pakhuis aan de Schelde in Antwerpen-Zuid. Het pakhuis is omgebouwd tot een theaterhuis met eigen zaal, repetitie en atelier ruimte. Een creatie- en werkplek voor zichzelf en collega's.
Daarnaast delen ze met het MartHa!tentatief en Berlin, een stockageruimte op Fort IV in Mortsel waar ze occasioneel grotere producties opzetten.

## Producties
Per theaterseizoen levert Theater Froe Froe gemiddeld 450 activiteiten voor een publiek van 60.000 tot 100.000 toeschouwers.
| première | titel                         | regie                                          | muziek | met |
| -------- | ----------------------------- | ---------------------------------------------- | --- | --- |
| 2024     | Lampje                        | Marc Maillard                                  | | Mieke Laureys, Bert Dobbelaere, Gert Dupont, Chanou Mekenkamp (stage), Tanya Zabarylo |
| 2024     | Prins Arthur V                | Marc Maillard                                  | Luna Janssens | Dries De Win, Bart Van Der Heijden, Gert Dupont, Marianne Loots, Heleen Haest |
| 2023     | My Sweet Panther              | Marc Maillard                                  | Stan Martens, Sinay Bavurhe | Annelore Stubbe, Dries De Win, Gert Dupont, Evelien Alles, Stan Martens, Tuur Verelst, Sinay Bavurhe (ism theater Stap: Charlotte van den Bergh, Daan Hutten, Dries Fosseprez, Els Van Gils, Lynn Proost, Pieter Lavrijssen)                                                                     |
| 2022     | Klein Epos                    | Dries De Win                                   | Dijf Sanders | Aïcha Cissé, Gert Dupont, Stan Martens, Anastassya Savitsky en Sara Gracia Santacreu |
| 2022     | Zippi                         | Marc Maillard                                  | Arne Leurentop | Sinay Bavurhe, Marieke Anthoni, Annelore Stubbe, Naomi Celis |
| 2021     | UNDRWRLD                      | Marc Maillard                                  | Nelle Bogaerts | Isabelle Van Hecke, Frank Dierens, Gert Dupont, Dries De Win, Berthe Kilozo en Heleen Haest |
| 2021     | Diva                          | Marc Maillard                                  | Justine Bourgues (Tsar B), Michaël Lamiroy (School is Cool), Nelle Bogaerts (Lili Grace), Pieter Theuns (B.O.X Baroque Orchestration X), Serge Kakudji | Filip Peeters, Dimitri Duquennoy, Dries De Win, Koen Swanenberg, Berthe Kilozo en Thais Scholiers |
| 2020     | Mekbet                        | Dries De Win                                   | Mauro Pawlowski, School is Cool, Lili Grace, Chibi Ichigo, Compact Disk Dummies, DVTCH NORRIS, High Hi, Saïd Boumazoughe (NoMoBs, SLM)                 | Bruno Vanden Broecke, Saïd Boumazoughe, Tanya Zabarylo, Sven De Ridder, Gert Jochems, Joke Emmers, Danny Timmermans, Maarten Bosmans, Dries De Win, Marc Maillard, dr. Peter Adriaenssens, Bert Plagman, Gert Dupont, Annelore Stubbe, Patrick Maillard, Jonas Vermeulen en Anastassya Savitski. |
| 2020     | Odyssee                       | Marc Maillard                                  | | Mieke Laureys, Annelore Stubbe, Filip Peeters, Jotka Bauwens (dans), Danaë Bosmans (dans) |
| 2020     | AiAiAi                        | Marc Maillard                                  | Arne Leurentop | Gert Dupont, Thais Scholiers en Marianne Loots |
| 2019     | Killie Billie                 | Marc Maillard                                  | Fortress | Dries De Win, Gert Dupont, Maarten Bosmans, Hanne Torfs |
| 2019     | Titus                         | Yves De Pauw & Marc Maillard                   | Mike De Ridder, Salahdine Kacemi (NoMoBS), Hanne Torfs & Arne Leurentop                                                                                | Gert Dupont, Dries De Win, Kelly De Mol en Koen Swanenberg (ism Compagnie Lodewijk/Louis: Yves De Pauw, Iris Van Cauwenbergh, Hanne Torfs) |
| 2018     | De Plank                      | Jan Maillard                                   | Bert Verbeke | Peter Thyssen, Kelly De Mol en Tania Kloek. |
| 2018     | De Meester en Margarita       | Jo Roets & Marc Maillard                       | Bert Bernaerts | ism Laika, Benny Ceuppens, Lien De Graeve, Dries De Win, Gert Jochems, Adina Macpherson, Filip Peeters, Annelore Stubbe |
| 2018     | Bambole                       | Marc Maillard                                  | Arne Leurentop | |
| 2018     | TATTARRATTAT!                 | Compagnie Frieda                               | Ephraim Cielen | ism Compagnie Frieda |
| 2018     | Stella, Ster van de Zee       | Luc Nuyens                                     | Leen Diependaele (Samowar) | ism De Roovers & Gerda Dendooven |
| 2017     | Zaratoestras                  | Jo & Gert Jochems                              | Hans Jochems | |
| 2017     | Gitte                         | Marc Maillard                                  | Arne Leurentop & I Solisti | Julie Delrue, Dries De Win, Mieke Laureys, Filip Peeters, Annelore Stubbe |
| 2017     | Roodhapje                     | Marc Maillard                                  | Lili Grace | Marianne Loots, Thais Scholiers, Danaé Bosmans, Annelore Stubbe en Gert Jochems |
| 2017     | TAK                           |                                                | | ism Compagnie Frieda & Annelies Van Hullebusch |
| 2017     | Helena                        | Marc Maillard                                  | Eva Binon en Jason Dousselaere (Friends Are Magic) | Eva Binon, Lien De Graeve, Patrick Vervueren, Steven Beersmans, Dries De Win, Ben Opdebeeck, Gert Dupont, Marieke Anthoni (stage) |
| 2016     | Popjes                        | Marc Maillard                                  | Geert Vermeulen | |
| 2016     | Grietje                       | Jan Maillard                                   | Arne Leurentop | Rilke Eyckermans, Gert Lahousse, Marianne Loots, Sien Vanmaele, Dirk Verbeeck, Bert Verbeke |
| 2015     | Geloof, hoop en liefde        |                                                | Anne Niepold | ism De Roovers, Luc Nuyens, Sofie Sente, Tania Kloek, Filip Peeters |
| 2015     | Zeeboenk                      | Gert Dupont                                    | Rein Vanvinckenroye | |
| 2015     | Triadische Balletten          |                                                | Elko Blijweert, Joris Caluwaerts & Saar Van De Leest                                                                                                   | |
| 2015     | Les Soeurs                    | Benjamin Vandewalle & Ruth Mariën              | | ism WIThWIT & HetPaleis |
| 2015     | Østerklan/K                   | Compagnie Frieda                               | Eva Binon en Jason Dousselaere (Friends Are Magic) | ism Compagnie Frieda |
| 2015     | FoeTSHI                       | Marc Maillard                                  | Leen Diependaele (Samowar) | |
| 2015     | Pentamerone                   | Jo Roets & Marc Maillard                       | Lili Grace | ism Laika, Dries De Win, Koen Janssen, Gert Jochems, Filip Peeters, Tanya Zabarylo, Annelore Stubbe |
| 2014     | Poupette in Bruxelles         | Marc Maillard & Marie-Odile Dupuis             | Gloria Boateng | ism Théâtre des 4Mains, Jerôme Poncin, Gert Dupont, Tim Oelbrandt, Marianne Loots, Katrien Pierlet |
| 2014     | Dadakaka                      | Randi De Vlieghe                               | | ism Tuning People |
| 2014     | Repelsteel                    | Marc Maillard                                  | Elko Blijweert & Vincent Brijs (BRZZVLL) | Dries De Win, Maarten Bosmans, Marianne Loots, Tania Kloek, Tinneke Caels |
| 2014     | Fausto                        | Jan Maillard                                   | Amparo Cortéz, Arne Leurentop & Tiny Bertels | Hans Van Cauwenberghe, Tania Kloek, Gert Lahousse, Koen Swanenberg, Filip Peeters, Dirk Verbeeck |
| 2013     | Labyrint                      | Marc Maillard                                  | Lili Grace | Nele Goossens, Filip Peeters, Benjamin Op de Beeck, Gert Dupont, Vik Noens, Ilse Uitterlinden |
| 2013     | Leeghoofd                     | Jef Van gestel                                 | | ism Tuning People & kinderenvandevilla |
| 2012     | Macbeth                       | Jan Maillard                                   | Simon Lenski (DAAU) | Inge Paulussen , Steve Geerts, Gert Jochems, Tania Kloek, Filip Peeters, Patrick Vervueren. |
| 2012     | Bloed                         | Gert Dupont                                    | Martine De Kok | |
| 2012     | Tropoi                        | Marc Maillard                                  | Pieter Theuns, Arne Leurentop, Tom Pintens, ea. | Dries De Win, Dimitri Duquennoy, Filip Peeters, Thaïs Scholiers |
| 2012     | Lampe                         | Compagnie Frieda                               | | ism Compagnie Frieda |
| 2012     | Koken met Bossie              | Marc Maillard                                  | | |
| 2011     | Josette                       | Marc Maillard                                  | Elko Blijweert | |
| 2011     | Aangespoeld                   | Johan Petit & Marc Maillard                    | | ism MartHa!tentatief |
| 2011     | De Broers Perdu               |                                                | Osama Abdulrasol, Bert Bernaerts, John Birdsong, Mechmet Polat, Alex Simu en Sjahin During, ea                                                         | ism De Roovers & Zomer van Antwerpen |
| 2010     | Dr. F's Clinic                | Jan Maillard                                   | | |
| 2010     | ZMRMN                         | Marc Maillard                                  | Nele Goossens, Bert Bernaerts & Pieter Thys | Nele Goossens, Tanya Zabarylo, Gert Dupont en Jan Van Looveren |
| 2010     | En lang en gelukkig           |                                                | | ism Compagnie Frieda |
| 2009     | Kwak                          | Marc Maillard                                  | Martine De Kok | Hilde De Baerdemaeker, Gert Dupont |
| 2009     | Sterren Vallen                | Jan Maillard                                   | | Jonas Van Geel, Tania Kloek, Filip Peeters en Mathilde Boussauw |
| 2009     | Kleine Sofie                  | Jo Roets & Marc Maillard                       | Peter Vermeersch, Niels Verheest | ism Laika & HetPaleis, Gert Dupont, Nele Goossens, Frank Dierens, Gert Jochems, Tania Kloek, Filip Peeters, Kaspar Schellingerhout, Tanya Zabarylo |
| 2009     | Ikiloliki                     | Patrick Maillard                               | | |
| 2009     | Kammelot                      | Gert Dupont                                    | Martine De Kok | |
| 2008     | Oskar                         | Marc Maillard                                  | de Fixkes | ism Theater Stap |
| 2008     | Midzomernachtsdroom           | Jan Maillard                                   | Dirk De Wachtelaer, Kamil Abbas Li, Huan Liling, Xia Chua                                                                                              | ism Zomer van Antwerpen |
| 2008     | Orfee (Duitse versie)         | Marc Maillard                                  | Nele Goossens, Bart & Stan Reekmans | |
| 2008     | De Man van Borneo             | Marc Maillard                                  | | |
| 2008     | Billy the Tit                 | Gert Dupont                                    | | |
| 2007     | Avaar (une comédie française) | Marc Maillard & Marie-Odile Dupuis             | Nele Goossens, Bart & Stan Reekmans | ism Théâtre des 4Mains |
| 2007     | Puck                          | Marc Maillard                                  | Norbert Pflanzer en Thais Scholiers | |
| 2006     | Beau Geste                    | Johan Petit, Bart Van Nuffelen & Marc Maillard | Bart Voet, Benjamin Boutreur, Stoffel Verlackt, Jonas Van Den Bossche                                                                                  | ism MartHa!tentatief & Theater Zuidpool |
| 2006     | CJ Benji                      | Marc Maillard                                  | St. Andries MC’s | |
| 2006     | Hop Frog                      |                                                | Jon Birdsong, Bert Bernaerts, ea | ism Trog (Hop Frog) |
| 2005     | Pinokia                       | Marc Maillard                                  | Amaryllis Uitterlinden & Frank Vanweddingen | ism Moussem nomadisch kunstencentrum |
| 2005     | ROM                           | Marc Maillard                                  | Jan Van Outryve, Bert Bernaerts, ea | ism Theater Stap |
| 2005     | Aliceke                       | Jan Maillard                                   | Bo Spaenc & Cesar Janssens | ism HetPaleis |
| 2005     | Carpetland                    | Gert Dupont                                    | Chris Verelst & Rein Vervickenroye | |
| 2004     | Zondag (Servas)               | Radomira Dostal                                | Bruno De Groote | |
| 2004     | Orfee                         | Marc Maillard                                  | Nele Goossens, Bart & Stan Reekmans | |
| 2004     | Kille Kille Kisvis            | Marc Maillard                                  | Jon Birdsong | |
| 2004     | Dido                          | Wouter Van Looy                                | Tiny Bertels, Jan Van Outryve, ea. | ism Muziektheater Transparant |
| 2003     | De Vinger en de Mond          | Marc Maillard                                  | | ism Dimitri Leue |
| 2003     | Eet Mij                       | Jan Maillard                                   | Bo Spaenc | |
| 2003     | Nino                          | Gert Dupont                                    | | |
| 2003     | De Kop en de Duvel            |                                                | | |
| 2003     | Ensor                         | Jan Maillard                                   | Bo Spaenc | |
| 2003     | Poesje in de File             | Johan Petit                                    | Bert Bernaerts | |
| 2003     | Kloon                         | Marc Maillard                                  | Mauro Pawlowski | ism VillaNella & Vitalski |
| 2002     | Freaks                        | Marc Maillard                                  | Mauro Pawlowski | |
| 2002     | Love in Babylon               | Marc Maillard                                  | Lady Angelina | |
| 2001     | Marcelleke Flanelleke         | Marc Maillard & Bas Teeken                     | Nele Goossens & Bo Spaenc | ism HetPaleis |
| 2001     | Roodkapje                     | Bo Spaenc & Jan Maillard                       | Filip Kowlier | ism HetPaleis |
| 2001     | Tchiek                        | Marc Maillard                                  | Kathleen Vandehoudt & Bert Bernaerts | |
| 2000     | Macbeth                       | Jan Maillard                                   | | ism HetPaleis |
| 1999     | 'tBeest                       | Marc Maillard                                  | Guy Van Nueten | |
| 1999     | Aanwezig / Being there        | Wim De Wulf                                    | Wigbert Van Lierde | ism Ultima Thule |
| 1999     | De Koning en de Rest          | Marc Maillard                                  | | |
| 1998     | Bosman en de Vijand           | Jan Maillard                                   | | |
| 1998     | Zippo                         | Marc Maillard                                  | Mauro Pawlowski | |
| 1997     | Bangedierenbos                | Marc Maillard                                  | Daan Stuyven & Mauro Pawlowski | |
| 1997     | Liddy                         | Jan Maillard                                   | | |
| 1997     | Koning Ubu                    | Marc Maillard                                  | Bo Spaenc | ism HetPaleis |
|          |                               |                                                | | |
| 1991     | Het Kamermeisje               | Greet Vissers                                  | John Gilbert Colman | |
| 1991     | Broers                        |                                                | | |
| 1990     | Beer                          |                                                | | |
| 1990     | De Oe-Man                     | Jan Maillard                                   | Dirk Henrard & Jan Maillard | Frank Focketyn, Marc Maillard |
| 1989     | Blauw Vier                    | Greet Vissers                                  | Flor Verschueren | |
| 1989     | Roodkapje                     |                                                | | |
| 1988     | De GVR                        |                                                | | |
| 1988     | De Pompoen                    |                                                | | |
| 1986     | Pluk van de Petteflet         |                                                | | |
| 1986     | Beesten                       |                                                | | |
| 1985     | Het Mooiste Boek              |                                                | | |
| 1984     | Smukkel                       |                                                | | |
| 1983     | De Friemelshow                |                                                | | |

## Televisie
Voor de BRT (VRT) werkten ze mee aan: Zeker Weten (1992), Het Atomium (1993), Carlos & Co (1987), Het Liegebeest (1983-1987) en De Grote Boze Wolf Show (2000 - 2002). Voor Canal+ ontwikkelde ze in 1994 de legendarische karikaturale mimiekpoppen van bekende politici in Les Décodeurs de l’Info.
Jan Maillard bedacht het televisieconcept Bumba en verkoopt in 2004 de rechten aan Studio 100.
Verder maakten ze nog de poppen voor o.a.: Kaatje (Ketnet), Zeppe & Zikki (VTM-Kids), Ici Bla-Bla (RTBF), Welkom in de Wilton (Ketnet), De (V)Liegende Doos (VRT), en vele andere projecten.

## Prijzen
- Het Landjuweel, 1986, Smukkel
- Signaalprijs, 1992, Het Kamermeisje
- letterkundeprijs van de Provincie Antwerpen voor toneelwerk 2011, Kwak (5+)
- Gemeentelijke Culturele Verdienste, 2008
- Hans Snoekprijs (NL), 2006, voor Koning Ubu (10+)
- Cultuurprijs Vlaamse Gemeenschap voor jeugdtheater, 2006, voor Oskar (5+)
- Cultuurprijs Waalse Gemeenschap, 2008. “Beste jeugd productie” voor Avaar (8+)
- Persprijs, 2008, voor Avaar (8+)
- Het Theaterfestival, 2013. “keuze van de kinderjury” voor Tropoi (12+).